# Boucle locale en France
La boucle locale en France est la partie de la ligne téléphonique (paires de cuivre) allant du répartiteur de l'opérateur jusqu'au point de terminaison chez le client. Le point de terminaison est le premier dispositif installé dans les locaux du client. Physiquement, il s'agit de tous les câbles aériens, des câbles souterrains et même de la paire de fils arrivant chez l'usager. La boucle locale comprend également des équipements passifs de raccordements (armoires, boîtiers) jouant le rôle de brasseurs.
En France, il existe également le concept de boucle locale radio et de boucles locales optiques.
Cet article traite de la boucle locale cuivre.

## Histoire

### Construction du réseau
C'est l'administration des télécommunications qui a seule construit cette partie du réseau. La mise en œuvre des câbles s'est faite progressivement avec une forte accélération dans les années 1970. La construction de ce réseau capillaire a nécessité d'importants travaux de génie civil, occasionnant de nombreuses perturbations dans les agglomérations et sur une partie des axes routiers du pays.
En France, la boucle locale « cuivre » est la propriété exclusive de l'entreprise Orange, opérateur historique et ancien monopole d'état sous le nom de Direction générale des Télécommunications puis France Télécom. La boucle locale est une partie du réseau téléphonique commuté revêtant une importance stratégique pour tout opérateur de télécommunication. En effet, son contrôle permet la gestion du réseau qui le relie à ses clients. Ainsi, il a été décidé au niveau européen qu'Orange doit fournir à ses concurrents un accès direct à sa boucle locale : c'est le dégroupage de la boucle locale.

### Arrêt prévisionnel du service
Le 20 février 2015, un rapport remis au ministre de l'économie, Emmanuel Macron, préconise l'arrêt du réseau cuivre au profit de la fibre. Puis le 30 novembre 2015, Orange, opérateur de la boucle locale en France, annonce la fin de commercialisation et l'arrêt progressif des plaques RTC à partir de 2017 (installé dans les années 1960 et 1970 dans les zones rurales). Ensuite en février 2016, Orange communique que les nouvelles lignes de téléphone fixe classique ou RTC seront commercialisées jusqu'au 3e trimestre 2018. Or en janvier 2017, une mésaventure arrivée à un couple de retraités montre qu'il n'est déjà plus possible de créer ou recréer une ligne de téléphone fixe classique (RTC) et qu'il faut désormais passer par un modem ADSL (ou box ADSL) pour avoir une liaison téléphonique par réseau filaire.

## Constitution
La boucle locale peut être découpée en trois parties :
- La partie transport, qui va du NRA (nœud de raccordement d'abonnés) jusqu'au SR (sous-répartiteur).
- La partie distribution, qui va du SR jusqu'au PC (point de concentration).
- La partie branchement, qui va du PC jusqu'à l'abonné.

La boucle locale cuivre en France, c'était en 2012 :
- 39 millions de lignes[7] ;
- 126 000 sous-répartiteurs[8] ;
- 13 000 répartiteurs téléphoniques[9] ;
- 18 millions de poteaux dont 5 millions gérés par Enedis (gestionnaire du réseau de distribution d'électricité en France)[10] ;
- Un coût de mise en œuvre estimé à 28 milliards d'euros par l'ARCEP[11].

### Nœuds de raccordement d'abonnés
Au bout de la ligne de cuivre se trouve le nœud de raccordement d'abonnés, aussi appelé NRA ou central téléphonique. C'est un bâtiment qui peut aussi bien consister en un petit abri qu'être de grande taille. On peut parfois y voir un logo Orange, France Télécom, PTT, mais parfois rien ne semble indiquer la fonction du bâtiment. Il est courant qu'il n'y ait que des fenêtres de taille réduite, voire pas de fenêtres. Les NRA les plus récents (NRA-MeD), qui servent uniquement à contenir des DSLAM afin de permettre une montée en débit, sont sous forme d'armoires.
Certains NRA se trouvent dans un ancien bureau de poste, ou partagent un bureau de poste toujours en activité ; certains se trouvent dans des bâtiments abritant des employés Orange. Les NRA peuvent être partagés avec par exemple un transformateur électrique, des équipements utilisés par une antenne mobile à proximité, ou encore des équipements de télécommunications se trouvant en dehors de la boucle locale tels que des BAS ou des autocommutateurs plus importants.
Les lignes arrivent d'abord dans le répartiteur téléphonique, puis sont redirigées vers des filtres permettant de séparer les fréquences allouées à la téléphonie classique, qui vont vers le CAA, pour Commutateur à Autonomie d'Acheminement, du signal DSL, qui va vers le DSLAM.
Par confusion, les termes « commutateur » et « répartiteur » sont souvent utilisés pour désigner le NRA. On peut trouver les abréviations CL, pour Commutateur Local, ou RE, pour RÉpartiteur.
La majorité des NRA est reliée en fibres optiques ; auparavant d'autres moyens de communication étaient utilisés tels que les faisceaux hertziens et les câbles coaxiaux.
Une liste des NRA, nommée base PODI, pour « Paires Occupées en DIstribution », est téléchargeable depuis 2005 sur le site web d'Orange, et mise à jour trimestriellement. Sur le web, il existe également plusieurs sites permettant d'obtenir des informations sur les NRA, ainsi que sur leur dégroupage, tels qu'Ariase, DegroupNews ou encore Stats-dégroupage. Certains de ces sites proposent une géolocalisation approximative des NRA reposant sur des critères plus ou moins fiables, tels que le nom du NRA, un calcul à partir des adresses et des longueurs de ligne des utilisateurs d'un test d'éligibilité, ou encore des données remplies manuellement.

#### Dégroupage
Les opérateurs concurrents d'Orange peuvent choisir de mettre leur propre DSLAM dans le NRA : c'est le dégroupage. Orange loue alors la boucle locale de ses abonnés à l'opérateur. Si l'opérateur de l'abonné n'a pas dégroupé le NRA, alors l'abonné sera généralement branché sur le DSLAM d'un autre opérateur ; la plupart du temps celui de l'opérateur historique, Orange : on parle alors d'abonné non dégroupé. Mais certains opérateurs, comme OVH et Bouygues, peuvent aussi faire de la collecte sur les DSLAM d'autres opérateurs alternatifs, dans leur cas SFR.
Ensuite, le DSLAM est relié au réseau de son opérateur, parfois en utilisant une liaison louée à un concurrent.
Les DSLAM des opérateurs alternatifs se trouvent généralement dans une salle spéciale, appelée salle de dégroupage. S'il n'y a pas assez de place pour mettre de nouveaux DSLAM, ils peuvent être installés dans des armoires extérieures au NRA, on parle alors de dégroupage outdoor.

#### Réaménagement du réseau
Les NRA les plus récents, issus du réaménagement du réseau Orange, sont appelés « NRA-XY ». Ils ont été mis en place afin de permettre l'accès au haut débit dans les zones d'ombre, trop éloignées du NRA. On en trouve plusieurs types, notamment :
- Le NRA-HD (haut débit), mis en place par France Télécom depuis 2004, généralement sous forme de préfabriqué en béton[33] ;
- Le NRA-HE (haute éligibilité), nom donné aux premières expérimentations de NRA-ZO[34] ;
- Le NRA-ZO (zone d'ombre), créé par France Télécom en 2007 et financé par les collectivités locales. Sous forme d'armoire, il ne contient pas d'équipements dédiés à la téléphonie classique, mais seulement des DSLAM[34]. Il se trouve proche du SR ;
- Le NRA-MeD (montée en débit), évolution du NRA-ZO qui le remplace depuis juillet 2011[35] ;
- Le NRA-ZN (zone nouvelle), une appellation utilisée depuis 2012 pour désigner certains NRA-MeD ;
- Le NRA-GMUX (gros multiplexeur), mis en place en cas de présence d'un multiplexeur qui empêche l'utilisation des technologies DSL.

Le NRA d'origine est parfois appelé « NRA-O ».

#### Codification
Les codes attribués aux NRA peuvent généralement être représentés sous deux formes différentes : une forme courte, composée d'une chaîne de trois caractères alphanumériques suivie du numéro de département (par exemple BEZ60), et une forme longue, composée du code Insee de la commune hébergeant le NRA suivi d'une chaîne de trois caractères alphanumériques (par exemple 60057BEZ).
On peut trouver ces codes dans les réponses des tests d'éligibilité, tels que Degrouptest, dans les bases de données de NRA citées plus haut, ou encore dans les noms de domaine inverses attribués par certains fournisseurs d'accès (Free, Bouygues) aux DSLAM et aux abonnés dégroupés.
Bien que les codes courts soient plus répandus, ils peuvent poser problème : en effet, il arrive que deux NRA partagent le même code court, tout en ayant des codes longs distincts. 
Il arrive que le code utilisé pour désigner un même NRA varie d'un opérateur à l'autre, et pas seulement dans le cas d'un doublon de code court. Par exemple, le NRA Gambetta, situé à Bagnolet mais desservant principalement le 19e et le 20e arrondissement de Paris, est nommé GAM93 par Orange, mais GAM75 par Free.

### Sous-répartiteurs

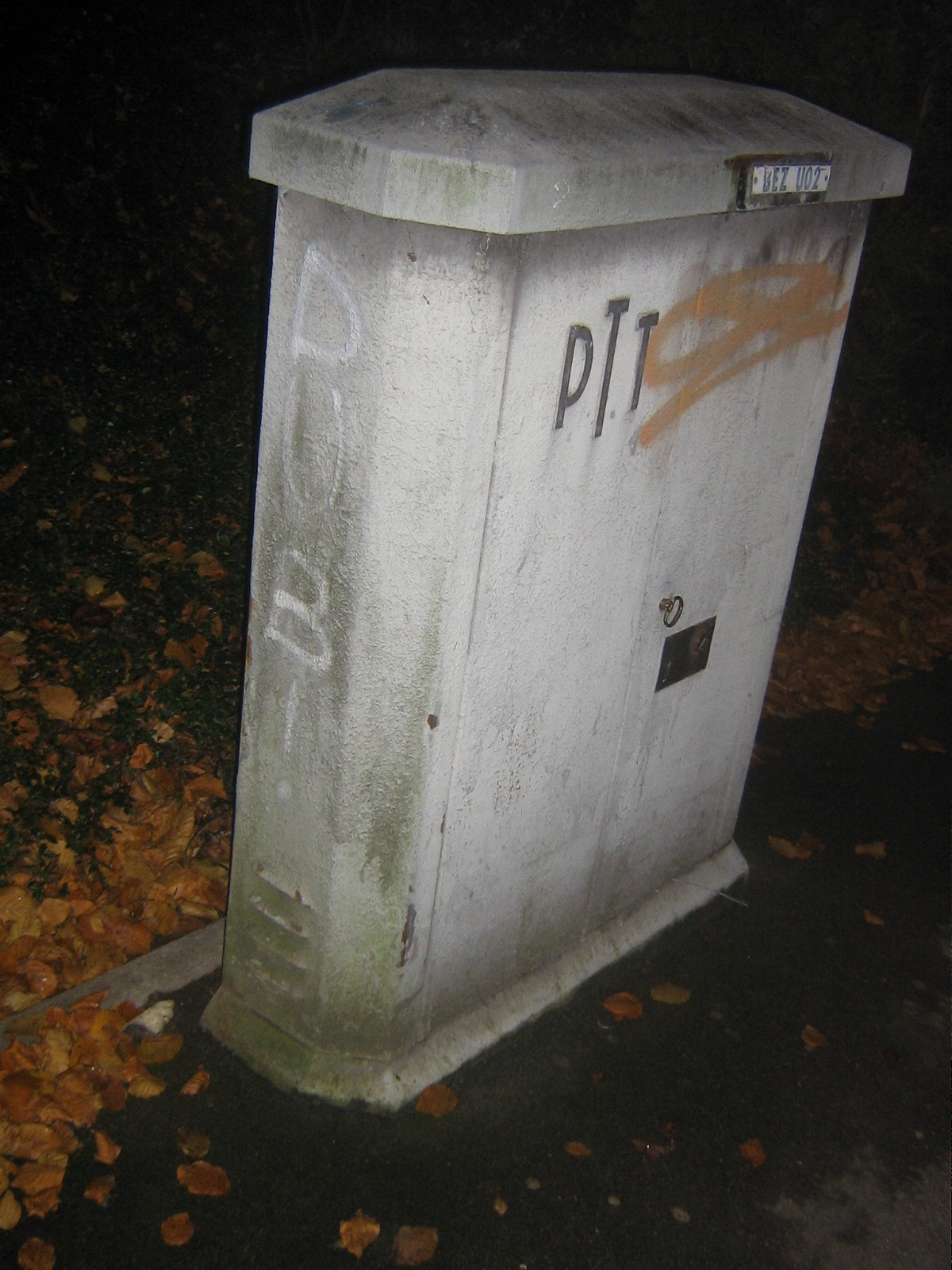
Un sous-répartiteur.

Les paires de cuivre partant du NRA sont regroupées dans de gros câbles souterrains, nommés « câbles de transport », contenant au moins 112 paires, qui vont jusqu'aux sous-répartiteurs, ou SR. En zone dense, on peut trouver plusieurs SR par quartier, tout comme un sous-répartiteur peut couvrir plusieurs communes en zone rurale.
Pour les abonnés habitant à côté du central téléphonique, la boucle locale ne comporte pas toujours un sous-répartiteur. Ainsi, une paire de cuivre peut relier directement le NRA à un PC (point de concentration). On parle alors de zones 0ZR, de distribution directe, ou encore de transport direct, car il n'y a pas de partie distribution ni de SR. La distribution directe était un critère requis pour pouvoir bénéficier du VDSL2, afin de limiter le risque de perturbation des autres lignes. Cependant, depuis juillet 2014, l'ARCEP et son comité d'experts ont autorisé l'opérateur historique (Orange) ainsi que les autres louant ses câbles, à déployer la technologie VDSL2 aux sous-répartiteurs, autrement nommée « distribution indirecte ». Le lancement commercial de cette technologie interviendra en France en automne de la même année.
La plupart des SR sont des armoires. Les plus anciennes sont en métal, de couleur grise, et arborent l'ancien logo des PTT. Leur dimension varie selon le nombre de lignes connectées. Bien que ces armoires soient fermées, elles ne sont pas étanches. L'eau, l'humidité, la poussière et d'autres saletés peuvent par conséquent y pénétrer, et parfois être source de perturbations (vrai notamment pour l'ADSL, le téléphone étant beaucoup moins sensible à l'oxydation des contacts). Dans ces armoires, les têtes sur lesquelles sont raccordés les abonnés sont constituées d'amorces métalliques sur lesquelles on place une vis qui servira à serrer la partie dénudée de la jarretière (le câble) faisant la liaison entre le transport et la distribution. Il existe aussi des petites extensions métalliques permettant de « wrapper » la jarretière afin de fiabiliser la tête, qui sont ensuite couvertes avec un capuchon en plastique contenant un gel antioxydant. Cette fiabilisation est utilisée sur toutes les têtes Numéris, SDSL, les cabines téléphoniques et les services critiques (pompiers, police, banques par exemple).
Les armoires de nouvelle génération sont soit en métal, soit en plastique. Les couleurs utilisées sont désormais le beige et le blanc. Les têtes de raccordement sont dites « fiabilisées », car au contraire de l'ancien système à vis, où les contacts étaient donc métalliques, et par conséquent sujets à la rouille et l'oxydation, ceux-ci sont en plastique, et seule une petite partie conductrice permet le contact avec le câble. Cette partie métallique est sertie dans une tige en plastique, pour plus de protection. De plus, il s'agit de contacts auto-dénudants contenant un gel antioxydant.
Dans les zones rurales, les SR sont plus petits car il y a beaucoup moins d'abonnés à raccorder. À la place des armoires on utilise donc des boîtiers en plastique, fixés sur des poteaux à hauteur d'homme. Les têtes utilisées dans ces boîtiers sont identiques à celles que l'on trouve dans les armoires d'ancienne génération.
Parfois, les SR sont abrités dans de petites cabanes, soit uniquement réservés à la jonction entre le transport et la distribution, soit dans un local ayant une tout autre fonction (chaufferie, rangement… par exemple quand le SR se trouve dans une école ou une mairie en zone rurale). Dans ce cas, les têtes peuvent être identiques à celles des armoires anciennes, ou être remplacées par des connexions fiabilisées.
En zone urbaine, on peut trouver des SR dans le sous-sol de certains immeubles (caves ou parties communes). On les nomme alors communément « SRI » (pour « sous-répartiteurs immeuble »). Les têtes sont alors identiques à celles des anciennes armoires.
Parfois il peut y avoir jusqu'à trois SR, on parle alors de « SRP » (SR principale) et de « SRS » (SR secondaire) et « SRT » (SR tertiaire).

### Multiplexeurs
Le multiplexage est une technique qui permet de faire passer plusieurs canaux de communication sur une seule et même ligne téléphonique. Le procédé de multiplexage des lignes téléphoniques permet en effet, en constituant un Y, de délivrer le téléphone à deux habitations avec une seule ligne, sans interférences. Ce procédé utilisé par France Télécom sur certains centraux téléphoniques a montré son utilité puisqu'il a permis de relier plusieurs abonnés sur une seule ligne de cuivre et d'éviter ainsi la saturation des centraux. Néanmoins, c'est aujourd'hui un problème pour les propriétaires de lignes multiplexées désirant utiliser l'ADSL.

### Points de concentration
Ensuite, d'autres câbles plus petits, nommés « câbles de distribution », relient les sous-répartiteurs à de petits boîtiers appelés points de concentration, ou PC. Ils existent sous la forme de petits boîtiers en plastique qui peuvent être situés sur les façades des habitations. Ces mêmes boîtiers sont parfois accrochés en hauteur sur les poteaux téléphoniques. On en trouve également dans des bornes en béton à hauteur du sol.
Ces boîtiers contiennent au maximum 7 paires de cuivre la plupart du temps, sauf ceux des immeubles ou des entreprises qui peuvent en contenir 14. Des épissures sont utilisées pour scinder les plus gros câbles (contenant plus de paires), en plusieurs câbles plus petits et contenant moins de paires.
Certaines habitations disposent d'une distribution souterraine. C'est de plus en plus fréquent dans les lotissements neufs, où l'enfouissement d'un maximum de réseaux est pensé avant le début des travaux.
C'est de ces boîtiers que partent les câbles qui vont aller chez chaque abonné. En amont du PC, les câbles contiennent les paires de cuivre de plusieurs abonnés. En aval, chaque câble contient une seule ligne d'abonné.
Le plus souvent, pour les habitations isolées, le câble part du PC qui se trouve sur un poteau pour arriver sur la façade de la maison dans un boîtier appelé entrée de poste (EP). Puis un autre câble reliera l'EP au boîtier de dérivation ou à la première prise téléphonique. Dans certains cas (immeuble par exemple, mais aussi lorsque le PC se trouve sur la façade du bâtiment), le câble part du PC pour arriver directement chez l'abonné, jusque dans sa prise téléphonique, parfois en passant par un boîtier de dérivation (appelé 12 plots ou, plus récemment, dispositif de terminaison intérieur DTI).
Dans les parties communes des immeubles (dans les caves ou à proximité des arrivées d'eau, de gaz et d'électricité) on trouve un autre genre de boîtier, avec un bornier plus grand (pouvant accueillir plus de connexions).
Enfin, les PC sont parfois dans des chambres souterraines, accessibles en soulevant les grosses plaques en fonte marron marquées « France Télécom » parfois visibles sur les trottoirs ou la chaussée. Ils prennent la forme de boîtiers en PVC noir, scellés par 6 boulons généralement (de type « BPR »).

### Dispositif de terminaison intérieur

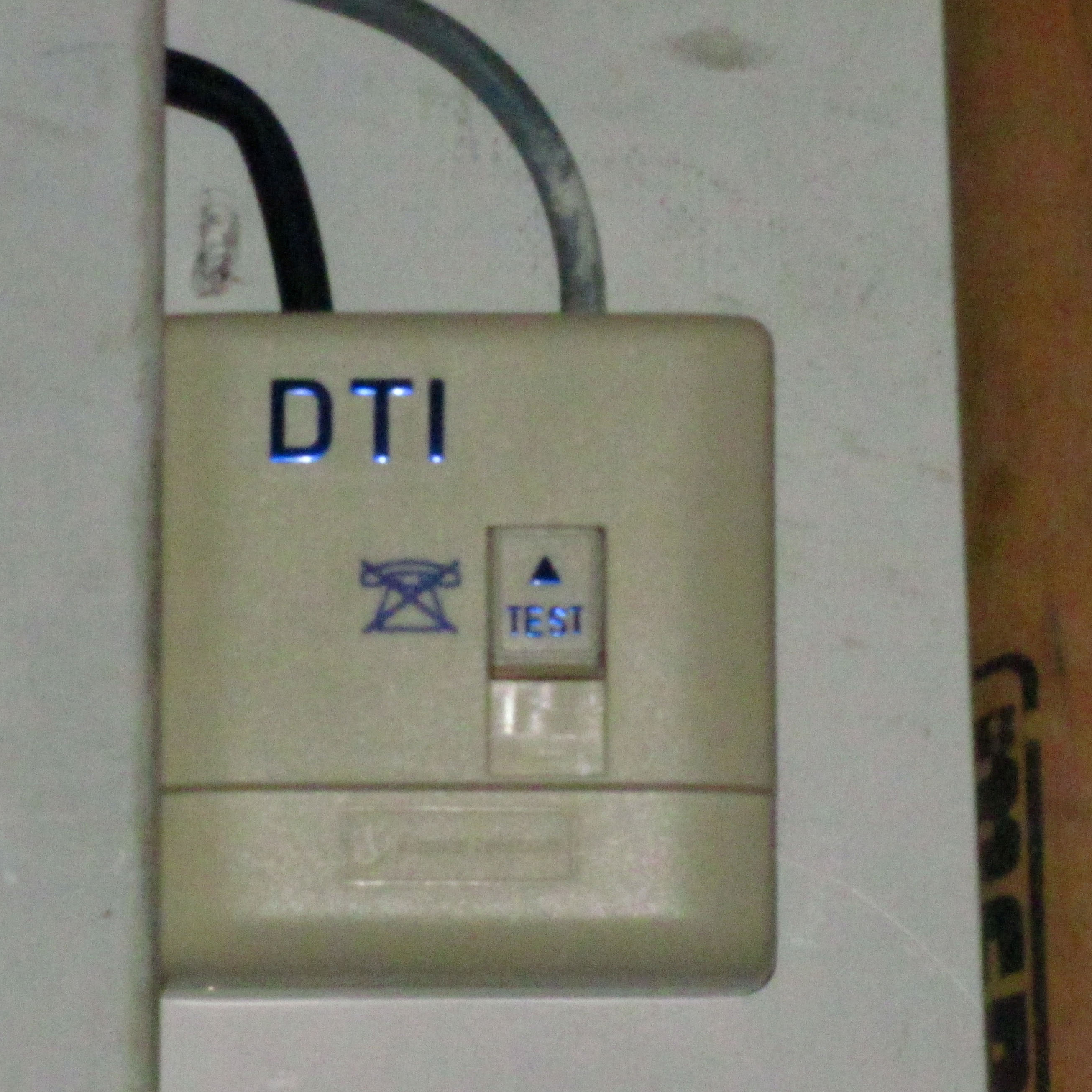
Boîtier de dispositif de terminaison intérieur (DTI) RJ11 installé près d'un tableau électrique, dans le cellier d'un pavillon

Chez l'abonné, le réseau téléphonique est appelé installation terminale ou desserte interne. Il commence à l'arrivée France Télécom, qui délimite la responsabilité de l'opérateur historique et celle du client. S'il y a plusieurs prises dans l'habitation, elles peuvent être toutes, ou en partie raccordées à un boîtier de dérivation. Parfois, toutes les prises sont branchées en parallèle les unes sur les autres, et seule la première est raccordée au boîtier de dérivation. Dans certains logements, il n'y a pas de tel boîtier, et c'est alors la première prise qui fait office de frontière entre le réseau d'Orange et l'installation privative de l'abonné. C'est souvent le cas en appartement.
Les plus anciennes boîtes de dérivation sont petites, grises, et comportent l'ancien logo des PTT. Elles sont constituées d'un bornier à vis comportant 4 plots (2 pour la paire de cuivre arrivant du réseau FT, et 2 pour alimenter la prise téléphonique). Le couvercle se clipse sur le boîtier.
Certains boîtiers de dérivation font la taille d'une prise en T, et ont la même couleur beige. Mais ils n'ont pas d'ouverture sur le devant pour y brancher un téléphone. En revanche, il y a généralement un téléphone dessiné sur le couvercle, pour indiquer qu'il s'agit d'un boîtier de télécommunications. Le couvercle est maintenu au socle par 2 vis. À l'intérieur du boîtier on trouve un bornier déclipsable, comportant 12 plots. D'où le nom de ce type de boîtier de dérivation, couramment appelé réglette 12 plots.
Ces plots sont normalement câblés comme ceux des prises téléphoniques, mais seules les bornes 1 et 3 (en haut à gauche) sont réellement utilisées dans le cas d'une seule ligne téléphonique. On y raccorde la paire de cuivre du réseau FT et les prises de l'abonné (fils gris et blanc).
Les nouvelles normes imposent la mise en place d'un dispositif de terminaison intérieur (DTI), ressemblant fortement à une prise en T, une prise RJ11 ou une prise RJ45. En réalité, ce type de boîtier a pour but de faciliter les branchements, et évite au technicien de tout démonter en cas de panne ou pour procéder à des tests. Bien que le couvercle comporte une prise en T, une prise RJ11 ou une prise RJ45, aucun appareil ne doit y être branché en fonctionnement normal. Le raccordement d'un appareil provoque l'isolement de tout le reste de l'installation terminale. En effet, lors du branchement, deux lamelles de métal s'écartent pour ouvrir le circuit reliant l'arrivée FT aux prises téléphoniques. Le couvercle des DTI se clipse sur la base. Le DTI contient dans certains modèles un module de protection (type parafoudre) et un bornier de mise à la terre. Le raccordement des prises est extrêmement simplifié car se faisant par contacts auto-dénudants, soit en insérant les fils dans des trous montés sur un axe, et en clipsant l'ensemble sur le châssis, soit à l'aide d'un petit outil d'insertion (fourni avec chaque DTI et se rangeant dans le boîtier).

## Supports de transmission
Dans les petites communes et à la campagne, la majeure partie du réseau est aérien : le câble est suspendu entre des poteaux téléphoniques en bois ou en béton (mutualisation poteaux EDF). Tandis que dans les grandes agglomérations, le réseau est en grande partie souterrain : tous les câbles passent sous terre et ne sont accessibles que via des regards et des chambres de tirage, sous les plaques souvent marquées France Telecom.

### Câbles
La section ou calibre (diamètre du câble) est exprimée en dixièmes de millimètres :
- 4/10 : le plus courant (résistance: 280 ohms/km[38]) ;
- 5/10 : appelé communément « jarretière », sert à tous les raccords dans les centraux et les SR ;
- 6/10 : utilisé en zone rurale lorsque le SR est éloigné du central, moins courant (résistance: 130 ohms/km[38]) ;
- 8/10 : beaucoup plus rare car très coûteux (résistance: 75 ohms/km[38]).

Plus le câble est gros, plus il est cher mais meilleure est sa qualité (car moins de perte de signal). À longueur égale, l'affaiblissement est moindre dans un câble de grosse section, mais pas l'amortissement du signal, surtout dans les transmissions à fréquence élevées. Les câbles de plus grosse section prennent beaucoup plus de place dans les gaines que les câbles plus petits. Lors du contrôle de cette ligne, Orange assure la continuité métallique de la paire qui arrive chez l'abonné (ou client). La ligne doit profiter d'un bon isolement électrique par rapport aux autres paires présentes dans le câble et par rapport au blindage du câble, relié à la terre (isolation minimale de 1 mégaohm sous environ 100 volts, plus de 10 mégaohm dans le cas d'une liaison xDSL). La résistance de boucle maximale (ligne en court-circuit) doit être de 1 040 ohms en analogique et 960 ohms en ADSL.
Pour éviter les phénomènes de diaphonie, sources de perturbations électromagnétiques (le « bruit »), les deux fils d'une même paire sont torsadés entre eux, et deux paires sont torsadées entre elles, on appelle cela une « quarte ». Les câbles sont eux aussi torsadés afin de limiter au maximum les perturbations. Câble gris ou noir, plat, avec les deux fils en parallèle : câble générateur de beaucoup de « bruit » et sensible aux perturbations, car non torsadé et non blindé.
Les câbles sont généralement multi-paires (une paire : deux fils, un abonné ), c'est-à-dire que plusieurs paires passent dans une même gaine permettant alors un déploiement plus facile. Les paires de cuivre sont rassemblées en groupe à l'intérieur d’une gaine, par multiples de 7/8, 14, 28, 56, 112, 224, 336, 448, 672, 896, 1 344, 1 792, 2 688.
Les paires d'un câble sont repérées par un code de couleurs. Une paire est alors constituée d'une des sept couleurs dites « primaires » (blanc, bleu, jaune, marron, noir, rouge et vert) et d'un des quatre autres couleurs appelées « accompagnateur » (gris, incolore -ou « inco », transparent-, orange et violet). Ainsi la première paire est-elle gris-blanc, inco-bleu, gris-jaune, inco-marron... etc., jusqu'à la 28e combinaison possible : violet-vert. Un ensemble de deux paires (quatre fils), par exemple (gris-noir et inco-rouge) s'appelle une « quarte ». La quarte est utilisée dans la technique d'épissurage (relier deux fils et câbles entre eux bout à bout en garantissant une continuité électrique).
Après l'amorce, on trouve un multiple de sept paires : par exemple sept couleurs primaires accompagné des secondes couleurs accompagnantes, comme pour la première amorce (gris-blanc, inco-bleu, gris-jaune, inco-marron, gris-noir, inco-rouge et gris-vert) ; deuxième amorce (inco-blanc, gris-bleu, inco-jaune, gris-marron, inco-noir, gris-rouge, inco-vert) ; les 3e et 4e amorces changent de couleurs accompagnants (gris et inco en orange violet), ce qui nous donne deux autres nouvelles combinaisons d'amorces, soit pour la troisième (orange-blanc, violet-bleu... jusqu'à orange-vert), puis la quatrième amorce (violet-blanc, orange-bleu... jusqu'à violet-vert), etc. Soit une amorce = 7 paires ; deux amorces = 14 paires ; quatre amorces 28 paires, et ainsi de suite...
Au-delà d'un câble 28 paires (quatre amorces), est utilisé une tresse (filin) ou bâche de couleur rappelant les couleurs primaires qui entoure chaque groupe de quatre amorces. Ce qui permet de multiplier d'autant le nombre de combinaisons de la façon suivante : soit une bague blanche pour les amorces 1 à 4 ; bague bleue pour les amorces 5 à 8 ; bague jaune les quatre suivantes 9 et 12 ; ainsi de suite jusqu'à la bague violette.
Ainsi nous trouverons donc des câbles de 7/8 paires, soit 1 amorce ; 14 paires, soit 2 amorces ; 28 paires, soit 4 amorces ; 56 paires, soit 8 amorces ; 112 paires, soit 16 amorces (appelé « tête »). Deux têtes, soit 224 paires ; quatre têtes, soit 448 paires ; etc. Ceci d'expliquer la constitution et le nombre de fils d'un câble télécom.
Cet ensemble est enveloppé par fine couche d'aluminium et d'un fin fil appelé « continuité », les deux étant relié à la terre, sauf dans le cas d'un passage au voisinage proche ou sur des appuis communs d'énergie (poteau ERDF) afin d'éviter un phénomène de surtension d'un réseau à l'autre (dans le cas de foudre par exemple).
Un changement de calibre sur un câble peut créer de la diaphonie (4/10 → 6/10 → 4/10 en transport par exemple).

### Poteaux
Les poteaux télécom en bois sont réservés au réseau téléphonique. On en trouve surtout en zone rurale. Il existe aussi des poteaux métalliques qui leur ressemblent.
Les appuis communs, généralement en béton, peuvent accueillir le réseau téléphonique mais aussi servir au transport du réseau électrique EDF. Dans ce cas, il est important de respecter un espacement minimum entre les réglettes métalliques, supports des câbles téléphoniques et les câbles électriques situés au sommet du poteau pour éviter la pollution (électro-magnétique) du réseau téléphonique par le réseau électrique.
Certains appuis communs sont également le support de l'éclairage public. Là encore, les systèmes d'allumage des réverbères pouvant perturber le réseau téléphonique, il est impératif d'utiliser du matériel respectant les normes CEM (compatibilité électro-magnétique) ainsi qu'une distance minimale séparant les lampadaires des câbles de téléphone.

### Protection contre la foudre
L'ensemble de la boucle locale est protégée contre les risques de surtension. Au central, des parafoudres sont placés sur chaque paire de cuivre, au dernier point de coupure avant le départ vers l'abonné. Sur le réseau de distribution, entre les sous-répartiteurs et les PC se trouvent des boîtiers de protections (PF (ParaFoudre) et RP (Rayon de Protection; paratonnerre)) contenant des parasurtenseurs nécessaires à la protection du réseau contre la foudre. Ils sont particulièrement utilisés à la campagne et sont présents aux extrémités d'une ligne aérienne.
Toutefois, il existe 3 zones de protection :
La "A", zone fortement peuplée en ville, aucune protection particulière n'est à effectuer en supplément car les câbles sont souvent enterrés (aucune protection sur les câbles porteurs aériens, ni chez l'abonné sauf au-delà de plus de 5 portés sur poteaux après le PC)
La "B", zone moyennement peuplée ou groupe isolé, une protection supplémentaire est apportée au réseau (les câbles porteurs sont tous relié à la Terre ainsi qu'un parafoudre chez l'abonné au-delà de 3 portés sur poteaux après le PC).
La "C", zone d'habitation dispersé ou à risques particuliers (fortement exposé à la foudre), ces zones sont le plus souvent aériennes et feront systématiquement mise en place d'un maximum de protections partout et quelle que soit la technique utilisée).

## Procédures de diagnostic
Lorsqu'un technicien présent au central téléphonique veut tester une ligne ou un accès DSL, il isole la ligne du côté abonné, et branche soit un téléphone pour tester la tonalité, soit un modem afin de tester la synchronisation.
Si le technicien constate qu'il a bien une tonalité ou que le modem synchronise, c'est donc que le souci est ailleurs : au sous-répartiteur, au point de concentration, ou encore chez le client. Il vérifie ensuite tous les points de coupure pour déterminer quelle est la partie à problème afin de la changer ou de la muter.
Par contre s'il n'a pas de tonalité ou de synchronisation, il vérifie que le raccord est bien fait puis du côté de l'équipement (plot ADSL (ou broche AD) si pas de synchronisation, NE si pas de tonalité sur une ligne avec le téléphone analogique). S'il n'a rien du côté de l'équipement, il "mute la ligne", ce qui consiste à changer le plot ADSL (ou broche AD) ou le NE.